# Carl Simonsen
Carl Nicolaj Marius Simonsen (30. november 1828 i København – 5. december 1902 sammesteds) var en dansk litograf.
Hans forældre var student, senere institutbestyrer Niels Simonsen og Caroline Hagemeister. Simonsen blev 1841 elev på Kunstakademiet, hvor han marts 1852 fik den lille sølvmedalje. Han blev senere uddannet som litograf i Paris hos Charles Lorilleux. Han udstillede på Charlottenborg Forårsudstilling 4 gange imellem årene 1848-1865.
Carl Simonsen var 1856-1861 ansat hos Em. Bærentzen & Co. og overtog 1868 sammen med en af dette firmas trykkere et ældre firma, som de drev under navnet C. Simonsen & P. Andersens Stentrykkeri. 1870 udtrådte Andersen, og Simonsen fortsatte virksomheden alene under sit eget navn, til han i 1898 overdrog det til andre.
Han var en produktiv portrætlitograf og har ud over en stribe portrætter af afdøde historiske personer litograferet mange af sine samtidige, således C.C. Hall, L.N. Hvidt, urmager Urban Jürgensen, danserinden Amalie Price, Frederikke Treschow, Johan Welhaven og Henrik Wergeland. Han er repræsenteret i Kobberstiksamlingen.
Simonsen var desuden manden, der stiftede og udgav tidsskriftet Punch (1873-95). 
Han er begravet på Solbjerg Parkkirkegård.